# Brenda Helser
Brenda Helser de Morelos (født Brenda Mersereau Helser 26. maj 1926 i San Francisco, Californien, død 26. marts 2001) var en amerikansk svømmer, som deltog i de olympiske lege 1948 i London.

## Svømmekarriere
Helser vandt fire individuelle amerikanske amatørmesterskaber udendørs og seks stafetmesterskaber i 1940'erne. Ved OL 1948 deltog hun i tre discipliner. I 100 m fri nåede hun til semifinalen, og i 400 m fri blev hun nummer fem i finalen. Bedst gik det i 4 × 100 m fri, hvor hun stillede op sammen med Marie Corridon, Thelma Kalama og Ann Curtis. I indledende heat blev amerikanerne nummer to efter Danmark, der sammen med Nederland var favoritter. I finalen var det da også disse to nationer, der kæmpede om at føre på de første tre ture, men Curtis på sidsteturen fik efterhånden indhentet Nederland med 15 m tilbage, og med en solid spurt fik hun akkurat slået Fritze Nathansen, så amerikanerne vandt guld i olympisk rekordtid på 4.29,2 minutter, 0,4 sekund foran Danmark på andenpladsen, mens Nederland fik bronze.

## Videre karriere
Hun gik på Stanford University, og senere blev hun gift med den franske grev de Morelos og blev ved giftermålet grevinde de Morelos y Guerrero; parret bosatte sig derpå i Frankrig.

## OL-medaljer
- 1948:  Guld i 4 x 100 meter fri (USA)